# Gornje Ležeče
Gornje Ležeče je naselje v Občini Divača.